# Picrodendraceae
Picrodendraceae is een botanische naam, voor een familie van tweezaadlobbige planten. Een familie onder deze naam wordt pas recentelijk erkend door systemen voor plantentaxonomie.
Zoals erkend door het APG II-systeem (2003) gaat het om een kleine familie van enkele tientallen soorten, die voorkomen in de tropen.
Het Cronquist-systeem (1981) en het APG-systeem (1998) erkenden deze familie niet en plaatsten deze planten in de wolfsmelkfamilie (Euphorbiaceae), als de onderfamilie Oldfieldioideae.